# Alighiero Tondi
Alighiero Tondi (Roma, 27 maggio 1908 – Reggio Emilia, 25 settembre 1984) è stato un presbitero, pittore e politico italiano.

## Biografia
Ordinato sacerdote nel 1936 fu membro per sedici anni della Compagnia di Gesù,
insegnando filosofia e teologia presso la Pontificia Università Gregoriana di Roma, erede e continuatrice del Collegio Romano  fondato da sant'Ignazio di Loyola.
Lavorò nell'Azione Cattolica passando poi al Partito Comunista Italiano nel 1948.
Nei quattro anni successivi approfondì l'ingiustizia sociale, concludendo che era impossibile per i poveri abbandonare la loro miseria, perché questa era la volontà di Dio. Secondo lui, il comunismo rifiutava questo argomento cercando di raggiungere la dignità umana.
Coerentemente con le sue idee, nell'aprile 1952 lasciò l'Università Gregoriana e il sacerdozio per aderire al Partito Comunista Italiano, cosa che portò alla sua scomunica.
Sposò l'attivista comunista Carmen Zanti e tra il 1957 e il 1962 insegnò come professore di ateismo all'Università Humboldt a Berlino Est, capitale della Repubblica Democratica Tedesca (DDR), lavorando come segretario di Walter Ulbricht. Proprio la vista delle difficili condizioni di vita dei Paesi comunisti e la costruzione del muro di Berlino fecero vacillare la sua fiducia nel marxismo. 
Tornò con la moglie a Roma durante il pontificato di papa Paolo VI e divenne impiegato civile in Vaticano, mentre sua moglie venne eletta deputata nella IV e V legislatura della Repubblica Italiana (1968-1972) e senatrice nella VI Legislatura.
Negli anni 1970 lui e sua moglie ritornarono in seno alla Chiesa cattolica. Dopo la morte della moglie (matrimonio non riconosciuto dalla Chiesa) ottenne il ritorno alla condizione di presbitero. La sua revisione critica sulla chiesa non venne pubblicata prima della sua morte, nel 1984. Il suo funerale riunì i membri del Partito Comunista.

## Spia dell'Unione Sovietica
Il giornalista e saggista francese Pierre de Villemarest riteneva che la sua improvvisa defezione dalla Chiesa fosse stata la conseguenza di essere stato sorpreso, nel 1953, a rubare documenti riservati dall'Archivio apostolico vaticano che aveva poi consegnato al comunista italiano Palmiro Togliatti che li inviò a Mosca.
 Dopo il suo arresto confessò di essere stato ordinato sacerdote su richiesta di una sezione speciale del Partito Comunista Italiano, essendo stato istruito e addestrato allo spionaggio presso l'Università Lenin di Mosca.
Per due anni rubò informazioni in Vaticano sui sacerdoti che venivano inviati clandestinamente nei paesi orientali, cosa che portava al loro arresto all'arrivo in territorio comunista.
Padre Henri Mouraux sosteneva che le informazioni del segretario personale del Prosegretario di Stato, monsignor Giovanni Battista Montini, costarono la vita a migliaia di cattolici sotto i regimi sovietici.
(Padre Henri Mouraux)

## Opere
- Vatikan und Neofaschismus (1959)
- Die Jesuiten (1961)
- Die geheime Macht der Jesuiten (1960)